# 1939 у хокеї з шайбою
Нижче наведені хокейні події 1939 року у всьому світі.

## Головні події
На чемпіонаті світу в Цюриху та Базелі золоті нагороди здобула збірна Канади («Трейл Смоук Інтерс»).
У фіналі кубка Стенлі «Бостон Брюїнс» переміг «Торонто Мейпл-Ліфс».

## Національні чемпіони
- Богемія та Моравія: ЛТЦ (Прага)
- Німеччина: «Енгельманн» (Відень)
- Норвегія: «Гран» (Осло)
- Польща: «Даб» (Катовиці)
- Словаччина: ВС (Братислава)
- Угорщина: БКЕ (Будапешт)
- Фінляндія: КІФ (Гельсінкі)
- Франція: «Шамоні» (Шамоні-Мон-Блан)
- Швейцарія: «Давос»
- Югославія: «Олімпія» (Любляна)

## Переможці міжнародних турнірів
- Кубок Татр: «Татри» (Попрад)

## Народилися
- 3 квітня — Віталій Давидов, радянський хокеїст. Олімпійський чемпіон. Член зали слави ІІХФ.
- 4 серпня — Олег Зайцев, радянський хокеїст. Олімпійський чемпіон.
- 17 жовтня — Віталій Павлушкін, воротар київського «Динамо».
- 18 жовтня — Йозеф Черний, чехословацький хокеїст. Член зали слави ІІХФ.
- 8 грудня — Гордон Беренсон, канадський хокеїст.
- 10 грудня — Ярослав Їржик, чехословацький хокеїст.
- 22 грудня — Анатолій Рябиченко, гравець київського «Динамо».